# 1695 Walbeck
1695 Walbeck este un asteroid din centura principală, descoperit pe 15 octombrie 1941, de Liisi Oterma.